# Spirometr

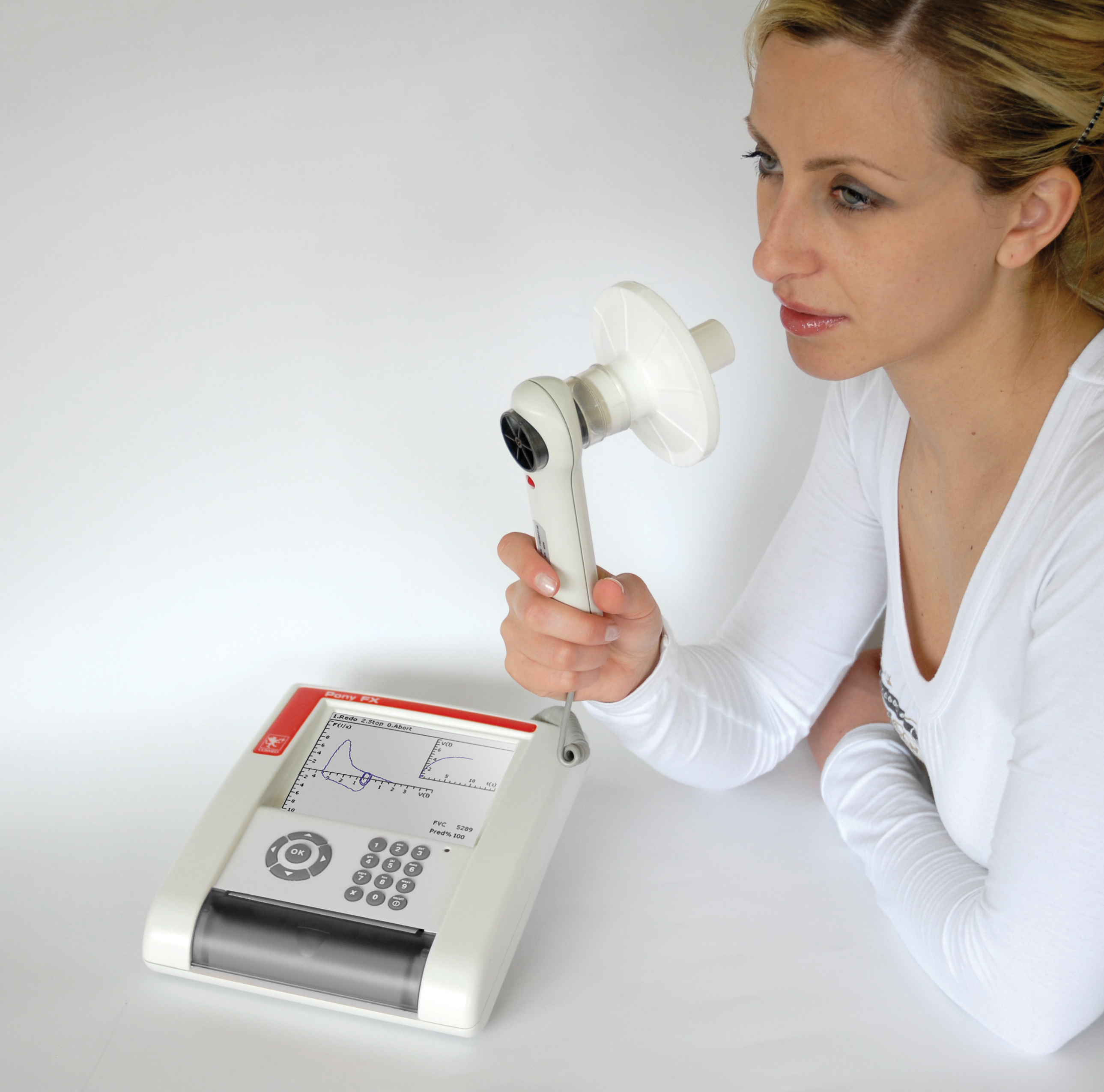
Stolní spirometr

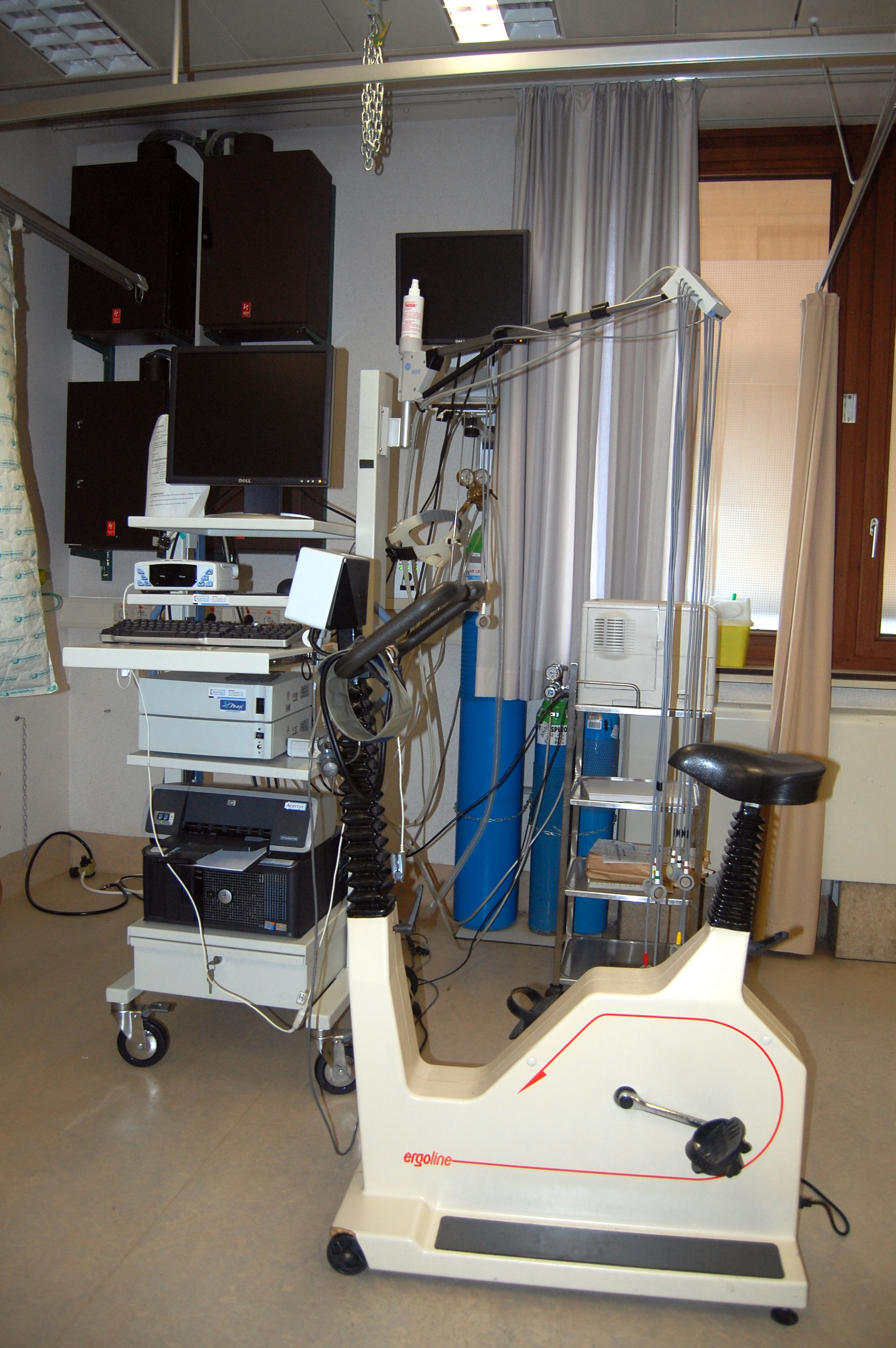
Přístroje pro měření spirometrie v zátěži

Spirometr je přístroj, který se používá při spirometrii, tj. při vyšetření funkce plic pacienta. Spirometr zaznamenává pacientovo dýchání jako graf ukazující objem plic v závislosti na čase.
Při funkčním vyšetření plic pacient ústy pevně obemkne náustek spirometru. Na nos dostane kolíček, který zajistí, že veškerý nadechnutý i vydechnutý vzduch jde pouze ústy. Následně pacient dýchá přes náustek do přístroje dle pokynů lékaře (např. je požádán o maximální nádech a maximální výdech do spirometru).
Měření funkce plic je v dnešní době snadno proveditelné i pro praktické lékaře nebo samotné pacienty dle instrukcí lékaře. K tomu dobře slouží kapesní spirometry, z nichž některé jsou vybaveny dalšími funkcemi navíc.